# Schiefling am Wörthersee
Schiefling am Wörthersee (slowenisch: Škofiče) ist eine westlich von Klagenfurt gelegene zweisprachige Marktgemeinde mit 2681 Einwohnern (Stand 1. Jänner 2024) im Bezirk Klagenfurt-Land in Österreich, im Bundesland Kärnten.

## Geographie
Das Gemeindegebiet von Schiefling am Wörthersee erstreckt sich entlang des Höhenzugs Sattnitz und befindet sich südlich des Wörthersees. Der Hauptort ist ungefähr 15 km von Klagenfurt entfernt und liegt nicht direkt am Wörthersee.
Rund zwei Kilometer östlich der Ortschaft Schiefling befindet sich der Trattnigteich. Er liegt auf dem bewaldeten Höhenzug zwischen dem Wörthersee und dem Vier-Seen-Tal im Ortsteil Goritschach. Am Nordufer des 5,3 ha großen Stillgewässers liegt der gleichnamige Gasthof Trattnig. Gefangen werden können Hecht, Karpfen, Waller und Schleie. Hier führt auch der Wörthersee-Rundwanderweg mit seinen blau-weiß-blauen Markierungen vorbei. Am westlichen Ufer gibt es ein Strandbad.

### Gemeindegliederung
Schiefling am Wörthersee ist in die drei Katastralgemeinden St. Kathrein (Podjerberk), Techelweg (Holbiče) und Schiefling am Wörthersee (Škofiče) gegliedert. Das Gemeindegebiet umfasst folgende 13 Ortschaften (in Klammern Einwohnerzahl Stand 1. Jänner 2024):
- Aich (Dob) (99)
- Albersdorf (Pinja vas) (168)
- Auen (Log) (330)
- Farrendorf (Paprače) (217)
- Goritschach (Goriče) (119)
- Penken (Klopce) (194)
- Raunach (Ravne) (28)
- Roach (Rove) (168)
- Roda (Roda) (92)
- St. Kathrein (Podjerberk) (104)
- Schiefling (Škofiče) (838)
- Techelweg (Holbiče) (121)
- Zauchen (Suha) (189)

Weitere Ortsteile sind die Rotten Auen-Süd und Tratten.

### Nachbargemeinden
|        | Techelsberg                                 | Maria Wörth       |
| Velden | Kompassrose, die auf Nachbargemeinden zeigt | Keutschach am See |
|        | Ludmannsdorf                                |                   |

## Geschichte

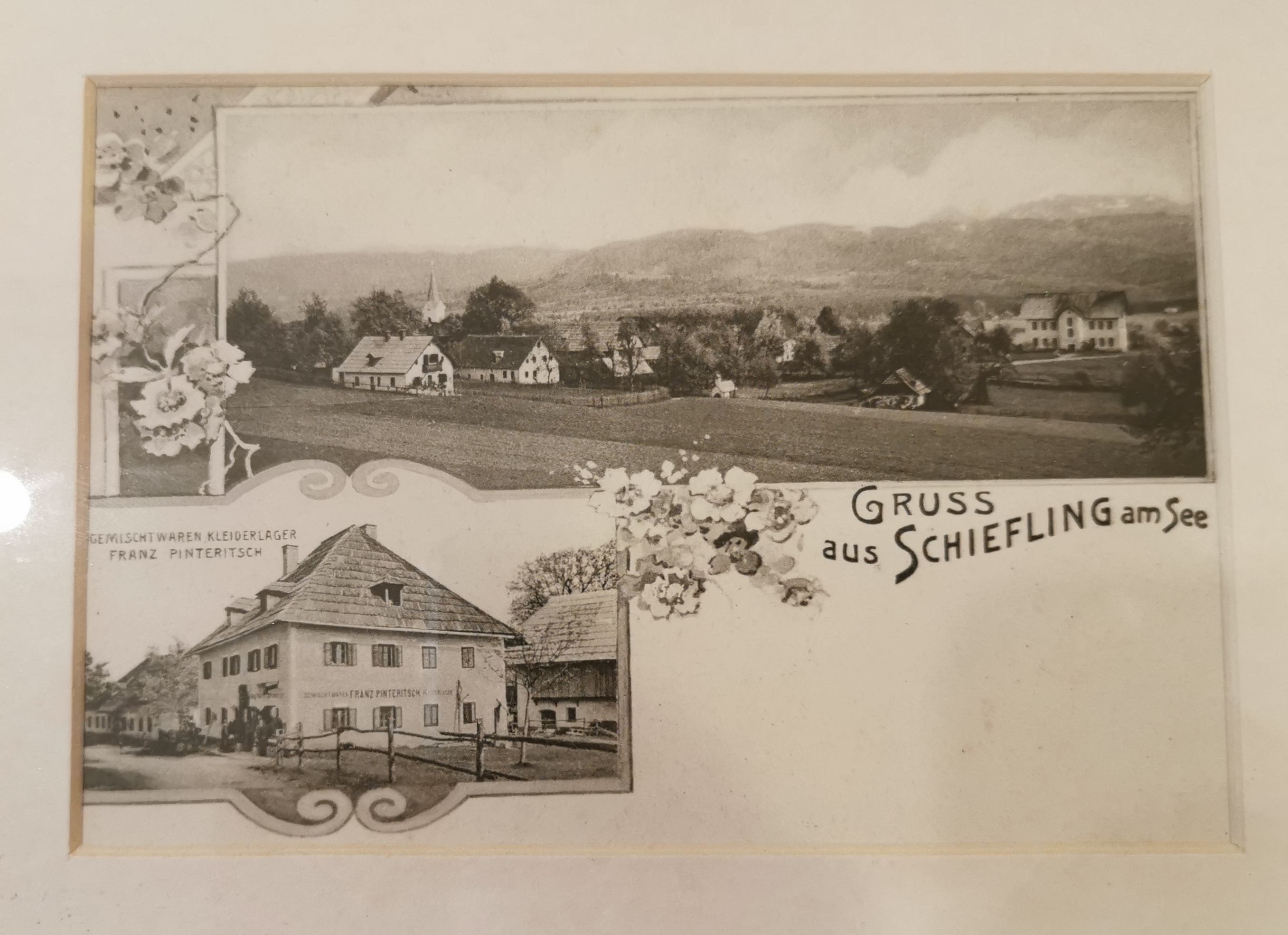
Historische Postkarte von 1905

Funde am zum Gemeindegebiet gehörenden Kathreinkogel lassen auf eine Besiedlung durch mesolithische Jäger und Sammler (ab dem 7. Jahrtausend v. Chr.) und durch neolithische Bauern (ab dem 3. Jahrtausend v. Chr.) schließen. Auch eine Siedlung der spätbronzezeitlichen Hallstatt-Kultur konnte durch archäologische Funde bestätigt werden.
Zwischen dem 2. und dem 5. Jahrhundert n. Chr. wurde am Gipfelplateau des Kathreinkogels ein römisches Kastell errichtet, das im späten 4. Jahrhundert um eine frühchristliche Saalkirche erweitert wurde. Unterhalb des Kastells befindet sich ein Gräberfeld mit insgesamt 53 Gräbern.
Seit der Besiedlung des Gebietes durch die Karantaner-Slawen im 6. Jahrhundert und der Errichtung des karantanischen Staatswesens im 7. Jahrhundert ist das Gebiet der Sattnitz und Schiefling/Škofile eng mit der slowenischen Kulturgeschichte verbunden.
Der Ortsteil Albersdorf wurde als „Albenesdorf“ um 1150, Schiefling selber als „Schüflich“ in einer Schenkungsurkunde des Kärntner Herzogs Ulrich III. im Jahr 1256 („septem mansus sitos in villa Schüflich“ – sieben Bauernhöfe wurden dem Kloster Reun  bei Graz übertragen) zum ersten Mal urkundlich erwähnt.
Um 1700 wurde mit dem Bau der dem Erzengel Michael geweihten Schieflinger Kirche begonnen. Zwischen 1814 und 1899 wurde im Turiawald Braunkohle abgebaut.
Aus einem Teil des ehemaligen Landgerichts Leonstein bildete sich 1850 aus den vier Katastralgemeinden Schiefling, Maria Wörth, Kathrein und Techelweg die Gemeinde Schiefling, deren Name im Jahr 1900 in Schiefling am See geändert wurde. 1903 spaltete sich Maria Wörth als eigenständige Ortsgemeinde ab. 2006 wurde der Gemeinde das Recht zur Führung der Bezeichnung „Marktgemeinde“ zuerkannt. Am 1. Juni 2010 wurde der Name in „Schiefling am Wörthersee“ geändert.
Die ursprünglich von der Landwirtschaft dominierte Gemeinde ist heute wesentlich durch den Sommertourismus geprägt.

### Staatsbürgerschaft, Volksgruppe, Religion
Nach der Volkszählung 2001 hat die Marktgemeinde Schiefling am See 2267 Einwohner, davon besitzen 93,1 % die österreichische, 3,6 % die deutsche und 1,2 % die kroatische Staatsbürgerschaft. 5,8 % der Bevölkerung gehören der slowenischsprachigen Volksgruppe an.
Zur römisch-katholischen Kirche bekennen sich 84,2 % der Gemeindebevölkerung, zur evangelischen Kirche 3,6 %, ohne religiöses Bekenntnis sind 8,4 %.
Die katholische Pfarre wird zweisprachig, deutsch und slowenisch geführt.

### Bevölkerungsentwicklung
| Schiefling am Wörthersee: Einwohnerzahlen von 1869 bis 2024 | Schiefling am Wörthersee: Einwohnerzahlen von 1869 bis 2024 | Schiefling am Wörthersee: Einwohnerzahlen von 1869 bis 2024 | Schiefling am Wörthersee: Einwohnerzahlen von 1869 bis 2024 | Schiefling am Wörthersee: Einwohnerzahlen von 1869 bis 2024 |
| ----------------------------------------------------------- | ----------------------------------------------------------- | ----------------------------------------------------------- | ----------------------------------------------------------- | ----------------------------------------------------------- |
| Jahr                                                        |                                                             |                                                             |                                                             | Einwohner                                                   |
| 1869                                                        | 1869                                                        |                                                             | 1.178                                                       | 1.178                                                       |
| 1880                                                        | 1880                                                        |                                                             | 1.138                                                       | 1.138                                                       |
| 1890                                                        | 1890                                                        |                                                             | 1.219                                                       | 1.219                                                       |
| 1900                                                        | 1900                                                        |                                                             | 1.171                                                       | 1.171                                                       |
| 1910                                                        | 1910                                                        |                                                             | 1.278                                                       | 1.278                                                       |
| 1923                                                        | 1923                                                        |                                                             | 1.269                                                       | 1.269                                                       |
| 1934                                                        | 1934                                                        |                                                             | 1.490                                                       | 1.490                                                       |
| 1939                                                        | 1939                                                        |                                                             | 1.437                                                       | 1.437                                                       |
| 1951                                                        | 1951                                                        |                                                             | 1.521                                                       | 1.521                                                       |
| 1961                                                        | 1961                                                        |                                                             | 1.705                                                       | 1.705                                                       |
| 1971                                                        | 1971                                                        |                                                             | 1.858                                                       | 1.858                                                       |
| 1981                                                        | 1981                                                        |                                                             | 2.002                                                       | 2.002                                                       |
| 1991                                                        | 1991                                                        |                                                             | 2.129                                                       | 2.129                                                       |
| 2001                                                        | 2001                                                        |                                                             | 2.267                                                       | 2.267                                                       |
| 2011                                                        | 2011                                                        |                                                             | 2.614                                                       | 2.614                                                       |
| 2021                                                        | 2021                                                        |                                                             | 2.659                                                       | 2.659                                                       |
| 2024                                                        | 2024                                                        |                                                             | 2.681                                                       | 2.681                                                       |
| Quelle(n): Statistik Austria, Gebietsstand 1.1.2021         |                                                             |                                                             |                                                             |                                                             |

## Kultur und Sehenswürdigkeiten

### Bauwerke
- Spätantike Höhensiedlung Kathreinkogel
- Die Pfarrkirche hl. Michael in der Ortsmitte von Schiefling ist ein barockes Kirchengebäude aus dem frühen 18. Jahrhundert. Im Jahr 1369 wurde eine Florianikirche erwähnt, die vermutlich an der Stelle der heutigen Kirche stand.
- Filialkirche hl. Katharina am Kathreinkogel
- Filialkirche hll. Ulrich und Martin in Albersdorf

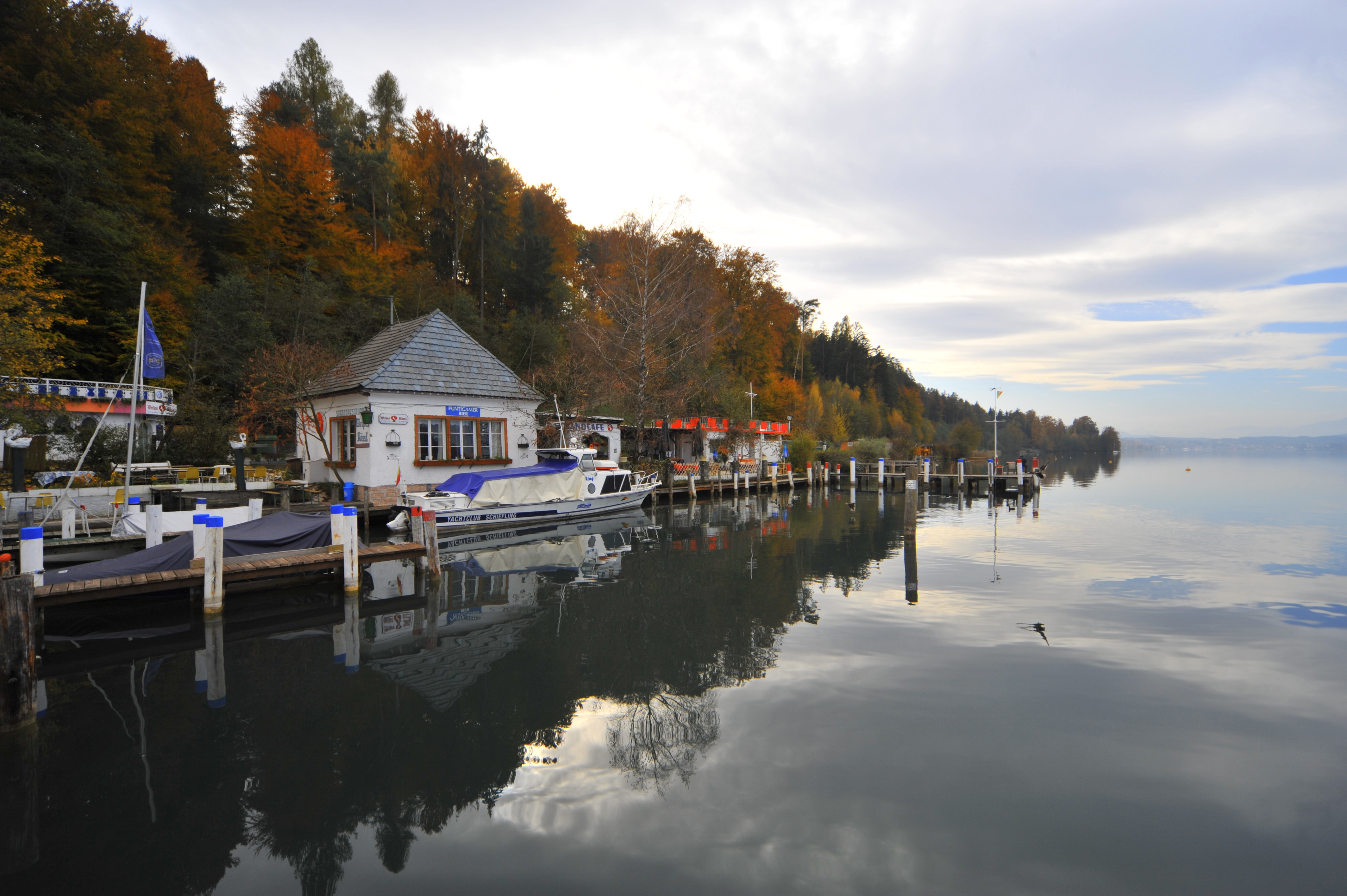
Weißes Rössl in Auen
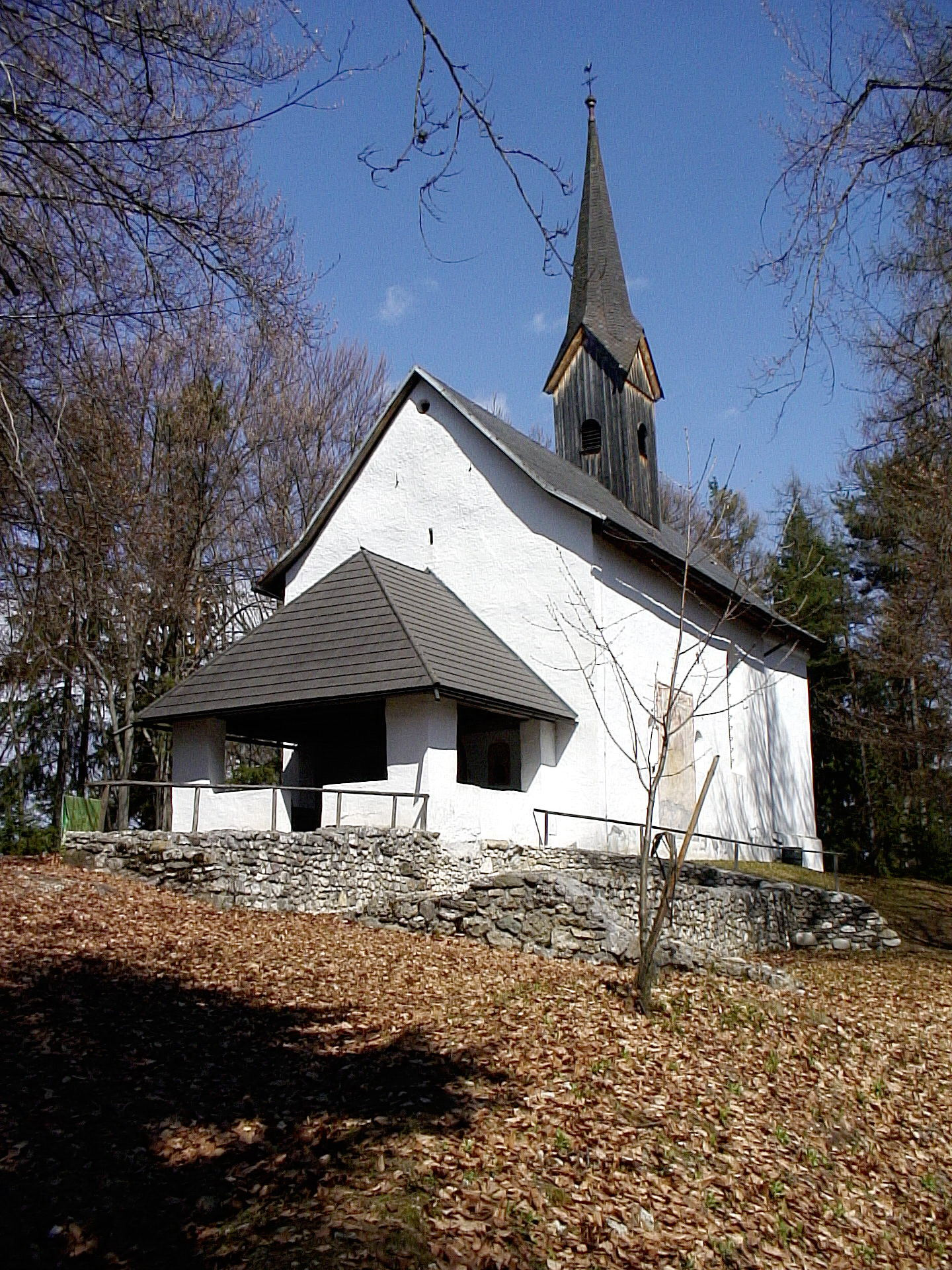
Saalkirche auf dem Kathreinkogel
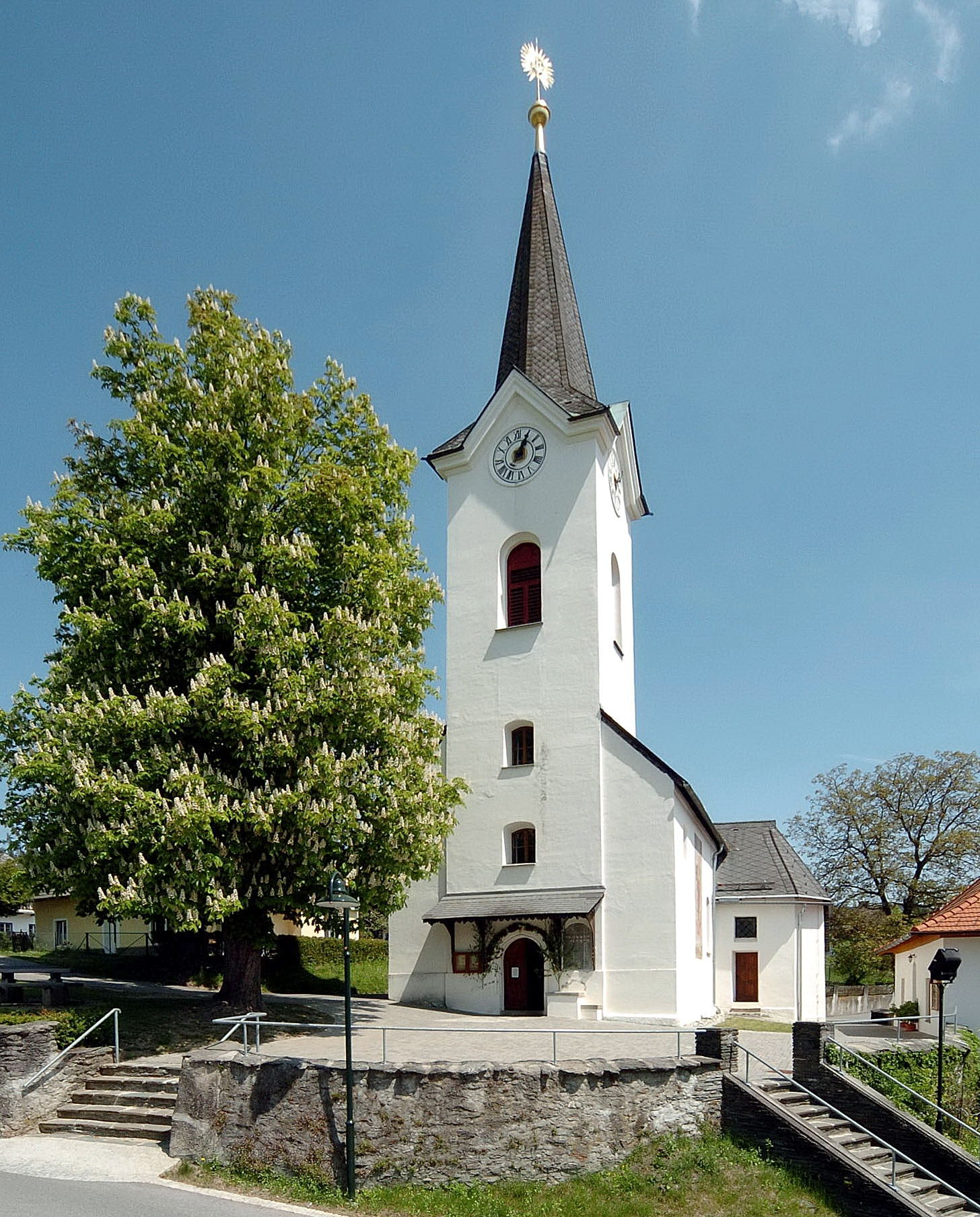
Pfarrkirche Sankt Michael

### Der slowenische KulturvereinEdinost Škofiče
Der slowenische Kulturverein Edinost Škofiče wurde 1905 zunächst als Bildungs- und Gesangsverein „Slavček“ (Nachtigall) gegründet, doch bald in Edinost umbenannt. Die Gründung und Benennung des Vereins Edinost Škofiče gehen auf die slowenische Kulturbewegung jener Zeit zurück, zu der im Rahmen einerseits in der Bestrebung zur Affirmation der slowenischen Identität zahlreiche slowenische Bildungs- und Kulturvereine sowie vielfach bis heute aktive slowenische Genossenschaften sowie Spar- und Darlehenskassen gegründet wurden. Erster Obmann war der slowenische Pfarrer, Kulturschaffende und Autor Stefan Singer. Wichtigste Tätigkeitsfelder des Kulturvereines Edinost Škofiče waren das Laientheater, die Tamburizzamusik, die Führung einer Vereinsbibliothek sowie die Abhaltung verschiedener Bildungsveranstaltungen.
Der slowenische Kulturverein Edinost Škofiče bietet eine breite Palette kultureller Aktivitäten und Begegnungsmöglichkeiten.

### Der slowenische Dialekt
Schiefling am Wörthersee zählt typologisch zur slowenischen Dialektgruppe des sogenannten Rosentaler Dialektes bzw. zu dessen nordwestlicher Varietät der Sattnitz (Gure). Kennzeichnend sind zahlreiche phonetische, morphologische und lexikalische Archaismen.

### Der zweisprachige KindergartenMinka

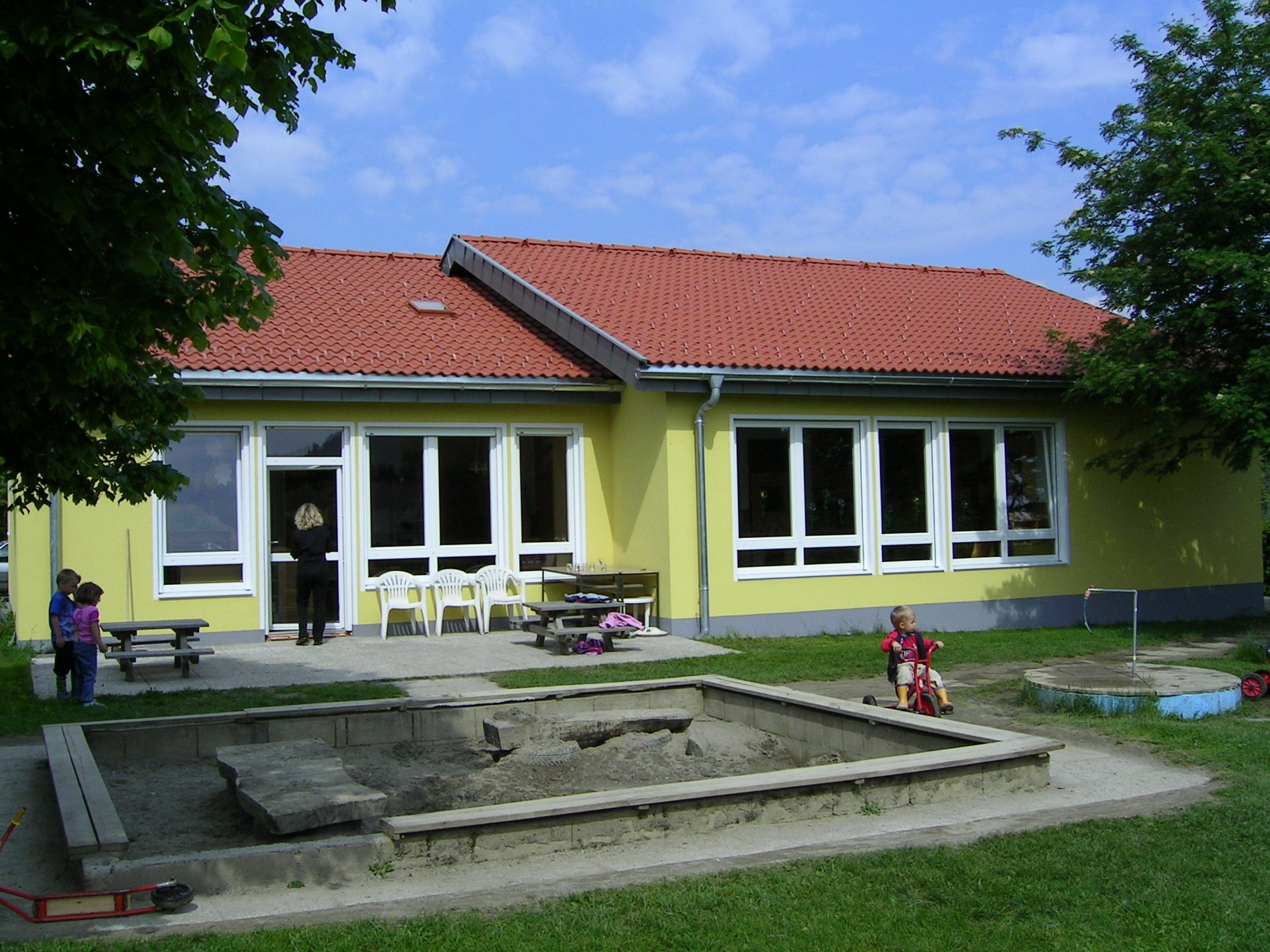
Zweisprachiger Kindergarten „Minka“

Schiefling verfügt seit 1985 in Farrendorf über einen zweisprachigen Kindergarten Minka, der sich moderner pädagogischer Ansätze bedient, um den Kindern der Gemeinde wesentliche Grundlagen für die persönliche Entwicklung und die Erhöhung ihrer Zukunftschance in einem gemeinsamen Europa zu bieten.

## Wirtschaft und Infrastruktur
In der Gemeinde arbeiten über 100 Betriebe vor allem aus den Bereichen Dienstleistungen, Handwerk, Bau, Gastronomie und Direktvermarkter. Sie kreierten gemeinsam die Marke „Unsere Region – Schieflinger Unternehmen“.

### Wirtschaftssektoren
Die folgende Tabelle zeigt die Entwicklung der Anzahl der Betriebe und der Beschäftigten in den Wirtschaftssektoren:
| Wirtschaftssektor            | Anzahl Betriebe | Anzahl Betriebe | Anzahl Betriebe | Erwerbstätige | Erwerbstätige | Erwerbstätige |
| Wirtschaftssektor            | 2021            | 2011            | 2001            | 2021          | 2011          | 2001          |
| ---------------------------- | --------------- | --------------- | --------------- | ------------- | ------------- | ------------- |
| Land- und Forstwirtschaft 1) | 37              | 78              | 100             | 40            | 47            | 23            |
| Produktion                   | 26              | 25              | 15              | 59            | 90            | 62            |
| Dienstleistung               | 169             | 123             | 92              | 347           | 265           | 257           |

1) Betriebe mit Fläche in den Jahren 2010 und 1999, Arbeitsstätten im Jahr 2021

### Verkehr
Die wichtigste Straßenverbindung ist die Keutschacher Straße L97.

## Politik

### Gemeinderat
| Der Gemeinderat von Schiefling am Wörthersee hat 19 Mitglieder. \| Jahr \| SPÖ \| ÖVP \| FPÖ \| BZÖ \| GRÜNE \| SGL[A 1] \| EL \| BL[A 2] \| Link \| \| -------------------------------------------------------------------------------------------------------------------------------- \| --- \| --- \| --- \| --- \| ----- \| -------- \| -- \| ------- \| ---- \| \| Gemeinderatswahl 1985 \| 11 \| 6 \| 1 \| - \| - \| - \| 1 \| - \| [21] \| \| Gemeinderatswahl 1991 \| 9 \| 5 \| 3 \| - \| - \| - \| 1 \| 1 \| [21] \| \| Gemeinderatswahl 1997 \| 5 \| 8 \| 4 \| - \| - \| 2 \| - \| - \| [22] \| \| Gemeinderatswahl 2003 \| 6 \| 10 \| 2 \| - \| - \| 1 \| - \| - \| [23] \| \| Gemeinderatswahl 2009 \| 5 \| 9 \| - \| 3 \| 1 \| 1 \| - \| - \| [24] \| \| Gemeinderatswahl 2015 \| 4 \| 12 \| 1 \| - \| 1 \| 1 \| - \| - \| [25] \| \| Gemeinderatswahl 2021 \| 4 \| 11 \| 2 \| - \| - \| 2 \| - \| - \| [26] \| \| Anmerkungen: 1. ↑ SGL ... Gemeinsame Liste für Schiefling – Skupna lista za Skofice (SGL) 2. ↑ BL ... Bürgerliste "Pro Schiefl." \| \| \| \| \| \| \| \| \| \| | Hier fehlt eine Grafik, die leider im Moment aus technischen Gründen nicht angezeigt werden kann. Wir arbeiten daran! |     |     |     |       |     |    |    |        |
| Jahr | SPÖ | ÖVP | FPÖ | BZÖ | GRÜNE | SGL | EL | BL | Link   |
| Gemeinderatswahl 1985 | 11 | 6   | 1   | -   | -     | -   | 1  | -  | [ 21 ] |
| Gemeinderatswahl 1991 | 9 | 5   | 3   | -   | -     | -   | 1  | 1  | [ 21 ] |
| Gemeinderatswahl 1997 | 5 | 8   | 4   | -   | -     | 2   | -  | -  | [ 22 ] |
| Gemeinderatswahl 2003 | 6 | 10  | 2   | -   | -     | 1   | -  | -  | [ 23 ] |
| Gemeinderatswahl 2009 | 5 | 9   | -   | 3   | 1     | 1   | -  | -  | [ 24 ] |
| Gemeinderatswahl 2015 | 4 | 12  | 1   | -   | 1     | 1   | -  | -  | [ 25 ] |
| Gemeinderatswahl 2021 | 4 | 11  | 2   | -   | -     | 2   | -  | -  | [ 26 ] |
| Anmerkungen: 1. 2. | |     |     |     |       |     |    |    |        |

### Bürgermeister
Direkt gewählter Bürgermeister ist Thomas Wuksch (ÖVP).

### Wappen
Die goldene Spitze im Schildfuß des Wappens von Schiefling am Wörthersee steht für den markanten Kathreinkogel, den 772 m hohen „Hausberg“ der Gemeinde. Der Bischofsstab spielt auf den Ursprung des Ortsnamens an: Dieser ist aus einer Verballhornung des slowenischen Wortes Skofiče entstanden, was etwa „Dorf des Bischofs“ bedeutet, womit wohl jener von Freising gemeint ist, der seit dem 9. Jahrhundert in Maria Wörth ansässig war. Das zerbrochene Richtrad ist das Attribut der heiligen Katharina von Alexandrien, der Patronin der Katharinenkapelle auf dem Kathreinkogel.
Wappen und Fahne wurden der Gemeinde Schiefling am Wörthersee am 18. Juni 1991 verliehen. Die Fahne ist Grün-Rot mit eingearbeitetem Wappen. Die amtliche Blasonierung des Wappens lautet: „Von Rot und Grün durch einen aus einer erniedrigten goldenen Spitze pfahlweise wachsenden goldenen Bischofsstab gespalten, beseitet von den Hälften eines zerbrochenen goldenen Richtrades.“

### Gemeindepartnerschaften
Seit 2000 besteht eine Gemeindepartnerschaft mit Romans d’Isonzo (Italien).

## Persönlichkeiten

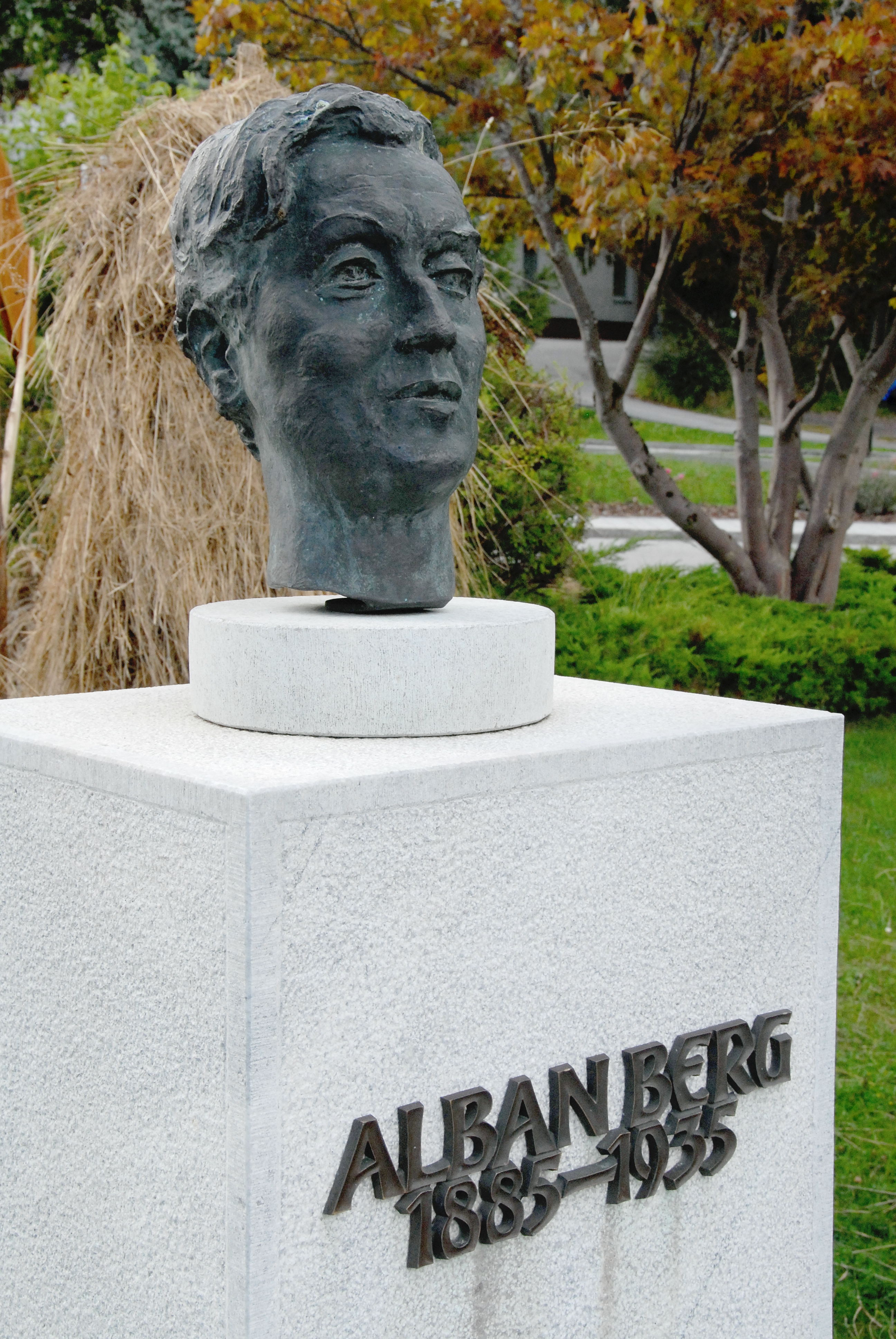
Alban-Berg-Büste vor dem Gemeindeamt

- Christian Hölbling, Kabarettist lebt seit 2001 mit seiner Familie hier.
- Der Komponist Alban Berg verbrachte einige Zeit in der Gemeinde. Er erwarb 1932 im Ortsteil Auen am Wörthersee ein Feriendomizil („Waldhaus“), in dem er an seinem Violinkonzert und an der Oper Lulu arbeitete. Ihm zu Ehren wurde im Park vor dem Gemeindeamt eine Büste aufgestellt.
- Friedrich Karl Flick, verbrachte Zeit in der Gemeinde, da seine Familie dort ein Objekt besitzt.